# Culex micolo
Culex micolo är en tvåvingeart som beskrevs av Ribeiro, Cunha Ramos och Capela 1998. Culex micolo ingår i släktet Culex och familjen stickmyggor.
Artens utbredningsområde är São Tomé. Inga underarter finns listade i Catalogue of Life.